# Дом Водемон
Дом Водемон е клон на Лотарингската династия, графове на Водемон (1393 – 1473) и херцози на Лотарингия (1473 – 1736)

## Графове дьо Водемон (1393 – 1473)
- 1393 – 1415: Фери (Фридрих) I (†25.10.1415), втори син на херцога на Лотарингия Жан (Йохан) I, ∞ 1393 за Маргарита (1354 – 1416), дъщеря на Анри (Хайнрих) V дьо Жуанвил, граф Водемон, от която има един син и две дъщери:

1. Антоан (Антон) I (†1457), следващ граф дьо Водемон;
2. Елизабет (1395 – 1456), ∞ 1. (1412) за граф Филип I фон Насау-Вайбург-Саарбрюкен (1368 – 1429); ∞ 2 (1430) за граф Анри (Хайнрих) IV фон Бламонт;
3. Маргарита (†сл. 1469), ∞ за граф Теобалд II фон Залм-Бламонт (†1431).[1]

- 1415 – 1447: Антоан (Антон) I (†1457), ∞ 1417 за Мария (1398 – 1476), дъщеря на граф Жан VII дьо Аркур, от която има осем деца, шест от които доживяват пълнолетие:

1. Маргарита (†1474), ∞ 1442 за Антоан II дьо Кроа (1385 – 1477);
2. Мария (†1455), ∞ за виконт Ален X дьо Роан (†1461);
3. Фери (Фридрих) II (1428 – 31.8.1470), следващ граф дьо Водемон;
4. Жан (Йохан) (1431 – сл. 1471), граф дьо Аркур, неженен;
5. Анри (Хойнрих) (†1505), епископ на Мец от 1484 г.;
6. Екатерина, монахиня.[1]

- 1447 – 1470: Фери (Фридрих) II, ∞ 1444 за Йоланта (1428 – 1483), дъщеря на сицилианския крал Рениеро I д’Анжу, от която има осем деца, но само четири достигат пълнолетие:

1. Рене (Райнхард) II (2.5.1451 – 10.12.1508), следващ граф дьо Водемон, от 1473 г. херцог на Лотарингия;
2. Жана (Йохана) (1458 – 1480), ∞ 1473 за неаполитанския крал Карло IV д’Анжу;
3. Йоланта (†1500), ∞ 1497 за ландграф Вилхелм II фон Хесен;
4. Маргарита (1463 – 1521), ∞ 1488 за херцог Рене д’Алансон (†1492).[1]

## Херцози на Лотарингия (1473 – 1736)
- 1473 – 1508: Рене (Райнхард) II (1451 – 1508), граф дьо Водемон (1470), д’Омал, д’Елбьоф (1473), сеньор дьо Жуанвил (1476), 1-ви херцог на Лотарингия (1473), херцог дьо Бар (1480), барон Майен (1481), ∞ 1. (1474, развод 1485) с Жана дьо Аркур (1488), от която няма деца; ∞ 2. (1485) с Филипа (1467 – 1547), дъщеря на граф Адолф фон Гелдерн, от която има дванадесет деца, но само пет достигат пълнолетие:

1. Антоан (Антон) II Добрия (4.6.1489 – 14.6.1544), 2-ри херцог на Лотарингия;
2. Клод I (1496 – 1550), родоначалник на херцозите Гиз;
3. Йохан (Жан) (1499 – 1550), епископ на Тул и Мец от 1518, епископ на Верден от 1523, кардинал на Лотарингия от 1518;
4. Лудвиг (Луи) (1500 – 1528), граф дьо Водемон (1508);
5. Франц (Франсоа) (1506 – 1525), граф Ламбек.[1]

- 1508 – 1544: Антоан (Антон) II Добрия (1489 – 1544), 2-ри херцог на Лотарингия, ∞ Рене (Рената, 1494 – 1539), дъщеря на Жилбер дьо Бурбон-Монпансие, от която има шест деца, но само три стават пълнолетни:

1. Франц I (23.8.1517 – 12.6.1545), 3-ти херцог на Лотарингия;
2. Анна (1522 – 1568), ∞ 1. (1540) с граф Райнхард (Рене) фон Насау-Диленбург (1519 – 1544); ∞ 2. (1548) с херцог Филип дьо Кроа (†1549);
3. Никола (Николаус) (1524 – 1577), епископ на Мец (1544 – 1545) и Верден (1544 – 1548), 1-ви херцог дьо Меркьор от 1569; ∞ 1. (1549) с Маргарита †1554), дъщеря на граф Жан (Ян) Егмонт; ∞ 2. (1555) с Жана (1532 – 1568), дъщеря на Филип IV Савойски, херцог дьо Немур; ∞ 3. (1569) с Екатерина (1550 – 1606), дъщеря на херцог Клод II дьо Лотарингия-Омал. От трите си съпруги той има общо петнадесет деца, но само осем достигат пълнолетие (едно от първата съпруга, четири от втората и три от третата):
  1. Луиза (1) (1553 – 1601), ∞ 1575 за френския крал Анри III;
  2. Филип Еманюел (2) (1558 – 1608), 2-ри херцог дьо Меркьор, ∞ 1576 за Мария фон Люксембург (1562 – 1623):
    1. Франциска (1592 – 1669), ∞ 1609 за херцог Сезар дьо Вандом (1594 – 1665);

  3. Карл (Шарл) (2) (1561 – 1587), епископ на Верден (от 1578) и Тул (от 1580), кардинал на Лотарингия (от 1578);
  4. Маргарита (2) (1564 – 1625), ∞ 1. (1581) с херцог Ан дьо Жоайоз (1561 – 1587); ∞ 2. (1599) с граф Франц фон Люксембург (†1613);
  5. Франц (Франсоа) (2) (1567 – 1592), маркиз дьо Шосен, неженен;
  6. Хайнрих (Анри) (3) (1570 – 1601), граф дьо Шалини, ∞ 1585 за Клавдия (1572 – 1627), дъщеря на Шарл дьо Муши;
  7. Антон (Антоан) (3) (1572 – 1587), абат в Боле;
  8. Ерих (3) (1576 – 1623), епископ на Верден (1593 – 1610).[2]

- 1544 – 1545: Франц (Франсоа) I (1517 – 1545), 3-ти херцог на Лотарингия, ∞ 1541 за Кристина (1521 – 1590), дъщеря на датския крал Кристиан II, от която има един син и две дъщери:

1. Карл (Шарл) III (II) (18.2.1543 – 14.5.1608), 4-ти херцог на Лотарингия;
2. Рената (Рене) (1544 – 1602), ∞ 1568 за баварския херцог Вилхелм V (1548 – 1626);
3. Доротея (1545 – 1618), ∞ 1. (1575) за Ерих II фон Брауншвайг-Каленберг-Гьотинген (1528 – 1584); ∞ 2. (1598) за Маркус дел Рей (†1598).[2]

- 1545 – 1608: Карл (Шарл) III (II) (1543 – 1608), 4-ти херцог на Лотарингия, ∞ 1559 за Клод (1547 – 1575), дъщеря на френския крал Анри I, от която има седем пълнолетни деца:

1. Хайнрих (Анри) II Добрия (8.11.1563 – 31.7.1624), 5-и херцог на Лотарингия;
2. Кристина (1565 – 1637), ∞ 1589 за великия херцог на Тоскана Фердинандо I де Медичи (1549 – 1609);
3. Карл (Шарл) (1567 – 1607), епископ на Мец (от 1578) и на Страсбург (от 1592), кардинал на Лотарингия (от 1591);
4. Антоанета (1568 – 1610), ∞ 1599 за херцог Йохан Вилхелм фон Юлих-Клеве-Берг (1562 – 1609);
5. Франц (Франсоа) II (27.2.1572 – 14.10.1632), 6-ти херцог на Лотарингия;
6. Екатерина (1573 – 1648) абатиса в Ремирмон от 1611;
7. Елизабет Рената (1574 – 1635), ∞ 1595 за баварския курфюрст Максимилиан I (1573 – 1651).[2]

- 1608 – 1624: Хайнрих (Анри) II Добрия (1583 – 1624), 5-и херцог на Лотарингия, ∞ 1. (1599) за Катерина (1559 – 1604), дъщеря на наварския крал Антоан дьо Бурбон и сестра на бъдещия френски крал Анри IV, от която няма деца; ∞ 2. (1606) за Маргарита (1591 – 1632), дъщеря на Винченцо I Гонзага, херцог на Мантуа, от която има две деца, достигнали пълнолетие:

1. Никол (3.10.1608 – 23.2.1657), ∞ (1621, развод 1636) за братовчед си, бъдещия лотарингски херцог Карл IV (III);
2. Клавдия (1612 – 1648), ∞ 1634 за братовчед си Николаус-Франц (Никола-Франсоа) II (1609 – 1670), брат на Карл IV (III).

Хайнрих (Анри) II Добрия има и двама извънбрачни синове, които през 1605 са признати за законни:
1. Хайнрих (Анри) (†1626), абат в Сен Мишел от 1607 и Пиерремон от 1625;
2. Карл (Шарл), граф на Брие, комтур на ордена на йезуитите в Нанси.[2]

- 1624 – 1625: Никол (1608 – 1657), дъщеря на предишния
- 1625: Франц (Франсоа) II (1572 – 1632), 6-ти херцог на Лотарингия, граф дьо Водемон (от 1625), син на Карл (Шарл) III (II), ∞ 1597 за графиня Кристина фон Оберзалм (1575 – 1627), от която има четири деца, достигнали пълнолетие:

1. Карл (Шарл) IV (III) (6.4.1604 – 18.9.1675), 7-ми херцог на Лотарингия;
2. Хенриета (1605 – 1660), ∞ 1. (1622) за Лудвиг Гиз (1588 – 1631), владетел на Пфалцбург; ∞2. (1644) за Шарл Гаско дьо Солери (†1646); ∞ 3. за Кристоф дьо Мура; ∞ 4. (1649) за Франсоа Грималди дьо Ликсен;
3. Николаус-Франц (Никола-Франсоа) II (1609 – 1670), епископ на Тул (от 1625), кардинал (1627 – 1634), ∞ 1634 за братовчедка си Клавдия (1612 – 1648), дъщеря на херцог Хайнрих (Анри) II Добрия;
4. Маргарита (1615 – 1672), ∞ 1632 за Гастон д’Орлеан (1608 – 1660), син на френския крал Анри IV.[2]

- 1625 – 1634; 1640 – 1641; 1661 – 1670: Карл (Шарл) IV (III) (1604 – 1675), 7-ми херцог на Лотарингия, граф дьо Водемон (1632 – 1666), ∞ 1. (1621, развод 1636) за Никол (1608 – 1657), дъщеря на херцог Хайнрих (Анри) II Добрия; ∞ 2. (1637) за Беатрис дьо Кюзанс (1614 – 1663); ∞ 3. (1665) за Мария Луиза д’Апремон (1652 – 1692). Има само две деца от втората си съпруга:

1. Анна (1639 – 1720), ∞ 1660 за Франсоа Лотарингски, господар на Лилбон (1624 – 1694);
2. Карл Хайнрих (Шарл Анри) (1642 – 1723), граф дьо Водемон (от 1667), ∞ 1669 за Анна Елизабет (1649 – 1714), дъщеря на Карл (Шарл) Лотарингски, херцог д’Елбьоф
  1. Карл Томас (1670 – 1704), имперски генерал-фелдмаршал.[2]

- 1635 – 1640; 1641 – 1659; 1670 – 1697: Лотарингия е окупирана от Франция
- 1675 – 1690: Карл (Шарл) V (IV) Леополд (3.4.1643 – 18.4.1690), титулярен херцог на Лотарингия (1690 – 1697), племенник на херцог Карл (Шарл) IV (III), син на Николаус-Франц (Никола-Франсоа) II и внук на херцог Франц (Франсоа) II, ∞ 1678 за Елеонора Мария (1653 – 1697), дъщеря на германския император Фердинанд III, от която има шест синове, четири от които достигат пълнолетие:

1. Леополд I Йозеф (11.9.1679 – 27.3.1729), титулярен херцог на Лотарингия, 8-ми херцог на Лотарингия от 1697 г.;
2. Карл (Йозеф Игнаций) (1680 – 1715), архиепископ на Трир от 1711 г.;
3. Йозеф (Инокентий Емануил) (1685 – 1705), имперски генерал;
4. Франц-Йозеф (Антоан Йозеф) (1689 – 1715), абат в Стабло и Малмеди от 1712 г.[2]

- 1697 – 1729: Леополд I Йозеф (1679 – 1729), титулярен херцог на Лотарингия, 8-ми херцог на Лотарингия от 1697 г., ∞ 1698 за Елизабет Шарлота (1676 – 1744), дъщеря на френския регент херцог Филип I Орлеански, от която има дванадесет деца, но само четири доживяват пълнолетие:

1. Франц Стефан (Франсоа III Етиен) (8.12.1708 – 18.8.1765), 9-ти херцог на Лотарингия, император Свещената Римска империя (Франц I) от 1745 г.;
2. Елизабет Тереза (1711 – 1741), ∞ 1737 за сардинския крал Карл Емануел III ди Савоя (1701 – 1773);
3. Карл Александър (1712 – 1780), щатхалдер на Източна Нидерландия (1748), магистър на Тевтонския орден (1761), ∞ 1744 за Мария Анна (1718 – 1744), от която няма деца;
4. Анна Шарлота (1714 – 1773), абатиса в Есен.[2]

- 1729 – 1737: Франц III Стефан (Франсоа III Етиен) (1708 – 1765), 9-ти херцог на Лотарингия, велик херцог на Тоскана (Франческо II, от 1737), император Свещената Римска империя (Франц I, от 1745), ∞ 1736 за Мария Терезия (1717 – 1780), австрийска ерцхерцогиня от 1740, дъщеря на германския император Карл VI, от която има шестнадесет деца, единадесет от които достигат пълнолетие:

1. Мария-Анна (1738 – 1789), абатиса в Прага;
2. Йозеф II (1741 – 1790), император на Германия от 1765, австрийски ерцхерцог от 1780;
3. Мария-Кристина (1742 – 1798), щатхалдер на Нидерландия (1781 – 1793);
4. Мария-Елизабет (1743 – 1808), абатиса в Инсбрук от 1781;
5. Карл-Йозеф  (1745 – 1761);
6. Мария Амалия (1746 – 1804), херцогиня на Парма;
7. Леополд II (1747 – 1792), велик херцог на Тоскана (1765 – 1790), император на Германия от 1790;
8. Мария-Каролина (1752 – 1814), кралица на Двете Сицилии;
9. Фердинанд Карл (1754 – 1806), генерал-губернатор на Ломбардия;
10. Мария-Антоанета (1755 – 1793), кралица на Франция;
11. Максимилиан Франц (1756 – 1801), магистър на Тевтонския орден от 1780, епископ на Мюнстер от 1784.